# Брайън Раубенхаймер
Брайън Раубенхаймер (на английски: Brian Raubenheimer) е пилот от Формула 1. Роден е на 19 юли 1940 година в Питермарицбьорг, ЮАР.

## Формула 1
Брайън Раубенхаймер прави своя дебют във Формула 1 в Голямата награда на ЮАР през 1965 година. В световния шампионат записва 1 състезание, като не успява да спечели точки. Състезава се с частен Лотус.